# Katalogehe
Als Katalogehe werden mitunter abwertend Ehen zwischen Partnern aus wirtschaftlich unterschiedlich starken Ländern bezeichnet, die sich historisch aus Brieffreundschaften über geringe Gebühren für die Adressen finanziert haben und heute über Dating-Plattformen theoretisch weiter existieren.

## Herkunft und Beweggründe der Ehepartner

### Deutschsprachiger Raum
Während in den 1970er Jahren Ehen überwiegend mit Frauen aus Thailand und Vietnam geschlossen wurden, handelt es sich im deutschsprachigen Raum heute überwiegend um Frauen aus Osteuropa. Als Ursache wird neben wirtschaftlichen Gründen ein generell hoher Anteil an Frauen in der Bevölkerung vermutet. Der Begriff "Katalogfrau" ist grundsätzlich ehrverletzend.

### Südkorea
In Südkorea werden aufgrund der niedrigen Geburtenrate gezielt Frauen aus Vietnam angeworben, die sich wiederum erhoffen, so ihre wirtschaftliche Lage zu verbessern. Im Jahr 2014 betrug das Budget für entsprechende Werbemaßnahmen der Regierung Südkoreas 107 Milliarden Won. Insbesondere die männliche Landbevölkerung wird hierbei angesprochen; 2013 wurden mehr als ein Fünftel der Eheschließungen von Bauern und Fischern mit Frauen aus dem Ausland vollzogen.

### Vereinigte Staaten
In den Vereinigten Staaten werden binationale Ehen überwiegend zwischen wohlhabenden Männern aus dem Inland mit Frauen aus ärmeren Ländern geschlossen. Die entsprechenden Männer seien dabei häufig in ihren sozialen Kompetenzen eingeschränkt, hätten Schwierigkeiten, mit der zunehmend emanzipierten Rolle der Frau zurechtzukommen oder hätten schlechte Erfahrungen in Beziehungen gemacht.

## Rezeption im Film
- Heirate mir! (1999)
- Jürgen – Heute wird gelebt (2017)
- Gerhard Polt: Mai Ling (1979)